# Deneb
Deneb ist der hellste Stern (α Cygni) im Sternbild Schwan.
Er bildet zusammen mit Wega und Altair das Sommerdreieck. Mit einer scheinbaren Helligkeit von 1,2 mag ist der Alpha-Cygni-Stern Prototyp Leuchtkräftiger Blauer Veränderlicher. Deneb ist der neunzehnthellste Stern am Nachthimmel und zusammen mit Eta Carinae (ebenfalls LBV-Stern) der hellste bekannte Stern unserer Milchstraße im sichtbaren Licht. Zudem ist er der entfernteste Stern 1. Größenklasse. Hätte Deneb den gleichen Abstand zur Erde wie Wega (25 Lichtjahre), würde er annähernd so hell wie der Mond in Sichelform leuchten.

## Namensgebung
Der Name Deneb bedeutet „Schwanz“ und ist eine Verkürzung des arabischen Namens ذنب الدجاجة ḏanab al-daǧāǧa ‚Schwanz der Henne‘. Andere Namen von α Cygni: Arided, Aridif, Arrioph, Deneb el Adige, Gallina.

## Entfernung
Denebs Entfernung lässt sich nur innerhalb eines weiten Bereichs angeben, da bei so weit entfernten Sternen die Messfehler bereits großen Einfluss auf das Ergebnis haben. Bei der bisher genauesten Parallaxenmessung durch den Satelliten Hipparcos wurde zunächst eine Parallaxe von 1,0 Millibogensekunden ermittelt (Datenreduktion 1997), was einer Entfernung von ca. 3200 Lichtjahren entspricht. Durch die hohe Messunsicherheit hätte der Abstand von Deneb aber zwischen
1600 und 7400 Lichtjahre gelegen. Neuere Analysen (second Hipparcos reduction 2007) ergeben Werte von etwas über 1400 Lichtjahren; gemäß einer Studie aus dem Jahr 2008 ist der wahrscheinlichste Abstand rund 1550 Lichtjahre, mit einer Unsicherheit von bis zu 20 %. Daraus folgend sind auch die anderen Eigenschaften von Deneb mit entsprechenden Unsicherheiten behaftet.

## Physikalische Eigenschaften
Deneb ist ein heißer Überriese, er befindet sich momentan in der Übergangsphase vom Blauen Riesen zum Roten Überriesen. Er ist also gerade dabei, von der Hauptreihe nach rechts oben hin abzubiegen, d. h., er wird röter (die Temperatur sinkt), aber gleichzeitig leuchtkräftiger, da sich sein Durchmesser vergrößert. Mit einer absoluten Helligkeit von −8,5 mag gehört er zu den hellsten bekannten Sternen. Die Strahlungsleistung beträgt etwa 1,2 × 1032 W und ist damit rund 300.000-mal höher als die der Sonne. Da die Entfernung noch nicht genau bestimmt werden konnte, schwanken die Werte der Helligkeit zwischen 100.000- und 250.000-facher Sonnenhelligkeit. Der Stern erzeugt in einer Minute mehr Licht als die Sonne in einem Monat.

Denebs Radius liegt schätzungsweise beim 200-fachen der Sonne. Das Bild zeigt die ungefähre Größe Denebs im Vergleich zur Sonne (rechts).

Basierend auf seiner Temperatur und Leuchtkraft und des winzigen scheinbaren Durchmessers von knapp 0,002 Bogensekunden kann der Durchmesser auf das etwa 200-fache der Sonne festgelegt werden. Stünde Deneb im Zentrum des Sonnensystems, würden seine Ränder mindestens bis zur Umlaufbahn der Erde reichen. Er ist somit auch einer der größten bekannten Sterne und der mächtigste Stern der Spektralklasse A, der mit bloßem Auge beobachtet werden kann.
Als A2Ia-Stern hat Deneb eine Oberflächentemperatur von 8700 Kelvin. Er ist der Prototyp einer Reihe veränderlicher Sterne, die als Alpha-Cygni-Veränderliche bekannt sind. Seine Oberfläche schwingt etwas, was sich in kleinen Schwankungen bezüglich Helligkeit und der Änderung des Spektraltyps auswirkt. Seine Masse wird auf das 20- bis 25-fache der Sonnenmasse geschätzt.
Wegen seiner großen Masse und der hohen Temperatur wird es Deneb in dieser Form nicht lange geben. Als ein Stern von etwa 20 Sonnenmassen beendete Deneb sein Hauptreihenstadium (die Phase des Wasserstoffbrennens) vor etwa 40.000 Jahren als heißer B-Stern.
Schon in ein paar Millionen Jahren könnte er sich zur Supernova entwickeln. Denebs Sternwinde von ∼240 km s−1 verursachen einen Materieverlust von 12,4 × 10−7M☉/Jahr entsprechend ca. 78 Billionen Tonnen pro Sekunde.
Der Hauptstern wird möglicherweise von einem leuchtschwachen Begleiter umkreist, über den noch wenig bekannt ist. Mit einer scheinbaren Helligkeit von 11,7 mag ist er nur mit Hilfe von Teleskopen sichtbar.

## Mythologie
In der chinesischen Liebesgeschichte „Kuhhirte und Weberin“ bezeichnet Deneb eine von Elstern gebildete Brücke über der Milchstraße, die es erlaubt, das getrennte Liebespaar Niulang (Altair) und Zhinü (Wega) in einer speziellen Nacht im Spätsommer wieder zu vereinen. In der japanischen Kultur gibt es ein aus dieser Geschichte entstandenes Fest (Tanabata). In anderen Versionen dieser Geschichte ist Deneb eine Fee, die als Anstandsdame dient, wenn sich die Geliebten über dieser Brücke treffen.